# ESO 510-G13
Galaxie de la Roue voilée
ESO 510-G13 est une galaxie spirale vue par la tranche et située dans la constellation de l'Hydre. Sa vitesse par rapport au fond diffus cosmologique est de 3 724 ± 21 km/s, ce qui correspond à une distance de Hubble de 54,9 ± 3,9 Mpc (∼179 millions d'al).
La classe de luminosité d'ESO 510-G13 est I et elle présente une large raie HI.

## Galaxie déformée
La poussière et les bras spiraux des galaxies spirales normales, comme notre propre Voie lactée, semblent plats lorsqu'on les regarde de côté (on dit aussi par la tranche). Cependant, lorsqu'on observe ESO 510-G13, on remarque immédiatement une forte déformation de son disque, signe que cette galaxie subit probablement une interaction gravitationnelle avec une autre galaxie proche.
Il se pourrait également que cette structure en elle-même soit le vestige d'une ancienne galaxie indépendante, capturée jadis par ESO 510-G13 et aujourd'hui entièrement absorbée par cette dernière, ne subsistant que la poussière interstellaire de cette galaxie à présent disparut.
Les détails de la structure d'ESO 510-G13 sont bien visibles car les nuages de poussière interstellaire qui tracent son disque se découpent de derrière par la lumière du renflement central brillant et lisse de la galaxie. On remarque également la présence d'amas d'étoiles bleutés sur le côté droit de la galaxie, signe d'une vague de formation stellaire est en cours.